# 濱谷浩
濱谷 浩（はまや ひろし、1915年3月28日 - 1999年3月6日）は、戦前戦後を通じての日本の写真家である。主として、報道写真系統の作品、特に、日本（人）を対象とする写真を多く撮影した。
日本人初のハッセルブラッド国際写真賞受賞者。田中雅夫（写真評論家）は兄。デューク・エイセスの槇野義孝は甥。また写真家の桑原甲子雄は隣家の幼なじみで、若き日ともに写真に親しんだ。

## 人物・来歴
東京市下谷区出身。関東商業学校（現・関東第一高等学校）在学中から、写真部をつくるなど写真に熱中する。1933年に同校を卒業後、二水実用航空研究所で航空写真家として活動を開始する。同年、敬愛する写真家・渡辺義雄のいたオリエンタル写真工業に入社。1930年代は東京を対象とするモダンな作品を制作していた。1937年、フリーのカメラマンとして独立。翌年には瀧口修造、兄の田中雅夫らと前衛写真協会を、また土門拳、林忠彦らとともに青年報道写真研究会を結成する。1939年にグラフ誌の取材で新潟県高田市（現・上越市）を訪れ、民俗学者の市川信次や渋沢敬三と出会う。翌年、新潟県中頸城郡谷浜村（現・上越市桑取谷）の小正月の民俗行事を記録するなど、以後10年にわたり同地での撮影を続ける。民俗写真についてはアチック・ミューゼアムを主宰していた渋沢敬三の強い影響があった。1941年、東方社に参加。対外宣伝誌『FRONT』のため陸海軍関係の撮影に従事するが、1943年に退社。同年、小平利勝が主催した外務省の外郭団体「太平洋通信社（PNP）」に所属し、文化人らの肖像撮影を手がける。のちに横須賀海兵団に入隊するが、健康上の理由で除隊。
1944年、新潟県高田市（現・上越市）に移り、ここを拠点に日本海側の風土や人々の営みの記録に力を入れる。1952年、神奈川県大磯町に転居。1954年より3年間にわたり、日本海側の12府県を訪ね、各地の風土を取材した「裏日本」シリーズの撮影に取り組む。1955年「裏日本」を『カメラ』に、「アワラの田植え」（富山県）を『中央公論』に発表。胸まで泥につかる田植えの写真は、排水工事など農村生活改善のきっかけをつくった。また、ニューヨーク近代美術館で開催された《ザ・ファミリー・オブ・マン（人間家族）》展に出品。1956年、日本各地を「見る」というテーマで『中央公論』のグラビアを担当し、後の公害問題につながる各地の危機的な状況を報告した。1958年、写真集『裏日本』で毎日出版文化賞を受賞。日本の風土や民俗を撮影し続ける濱谷の仕事は、1959年にオランダのライデン民俗博物館での個展「Ook Dit is Japan（これも日本だ）」で高く評価されて以降、国際的にも広く注目を集めるようになる。1960年にはアジア人・日本人として初めて、国際的な写真家集団マグナム・フォトの会員となった（濱谷以降、日本人の会員は久保田博二しかいない）。
1960年代後半から世界の自然を撮影し、約8年間で六大陸を踏破する。1965年、ニューヨーク近代美術館の「12人の写真家たち―現代写真国際展」に出品。1967年、北米大陸を3か月にわたり自動車旅行し撮影。1969年、ニューヨークのアジアハウスで個展「HAMAYA'S JAPAN」開催、全米を巡回する。1970年代もたびたび海外の展覧会に参加、世界各地で撮影旅行を旺盛に繰り広げた。1981年、50年間の活動の軌跡をまとめた『濱谷浩写真集成―地の貌 生の貌』で日本芸術大賞を受賞。1986年には米国の国際写真センター（ICP）より、世界最高峰の写真家に与えられるマスター・オブ・フォトグラフィー賞を受賞。1987年、日本人写真家として初めてハッセルブラッド国際写真賞を受賞した。1990年に川崎市民ミュージアム、1997年に東京都写真美術館で個展を開催。1981年度の芸術選奨文部大臣賞を辞退したほか、教科書検定制度への反発など、反骨精神を貫いた。戦争の罪滅ぼしの念からアジア諸国に図書を寄贈するなどの活動も行った。
1999年3月6日死去。享年83。

## 主要な作品集
- 『雪国』毎日新聞、1956年
- 『裏日本』新潮社、1957年
- 『見てきた中国』河出書房新社、1958年
- 『怒りと悲しみの記録』河出書房新社、1960年
- 『アメリカン・アメリカ』河出書房新社、1971年
- 『雪国 ソノラマ写真選書』朝日ソノラマ、1978年

## 主要な展覧会
- 濱谷浩－写真の世紀／東京都写真美術館／1997年
- 写真家・濱谷浩展（川崎市市民ミュージアム、1989年）
- 写真体験六〇年・濱谷浩展（平塚市美術館、1991年）
- Japan's Modern Divide: The Photographs of Hiroshi Hamaya and Kansuke Yamamoto／J・ポール・ゲティ美術館／2013年

## 主要なグループ展
- モダン東京狂詩曲展（東京都写真美術館、1993年4月16日〜6月8日）
  - 昭和戦前期の東京を対象とした写真展。他の3人の写真家（師岡宏次、桑原甲子雄、大久保好六）とともに紹介された

## 著書
- 『潜像残像 写真体験60年』筑摩書房1991年